# わたしの青い鳥
「わたしの青い鳥」（わたしのあおいとり）は、1973年8月にリリースされた桜田淳子の3枚目のシングルである。

## 解説
- この曲で第15回日本レコード大賞最優秀新人賞・第4回日本歌謡大賞放送音楽新人賞という、当時の2大タイトルを初め、この年の各音楽賞の新人賞を総なめした。
- 『クッククック』の歌詞は当初『ランラランラン』であったが、作曲の中村泰士が「青い鳥の鳴き方は、クッククックだ」として、阿久悠に断りなく勝手に書き換えたことを、サンテレビ『ミュージックカフェ夢中人』（2009年6月13日放送）にて語った。一方で阿久悠は「メロディが先に出来た作品で、その時点で既にこの部分だけ『クッククック』が入っていてどうにも変えようがなかった。前後ラララのハミングで、その1小節だけ『クッククック』だったというのも運命的だった（「桜田淳子BOX〜そよ風の天使〜」より）」と語っている。
- 『ウルトラマンタロウ』（TBS）第49話「歌え!怪獣ビッグマッチ」のラスト、歌好き怪獣オルフィがカーン星人から解放された時に、この歌が流された。
- 『オレたちひょうきん族』の人気コーナーだった『タケちゃんマン』では、明石家さんまがビートたけしにつられてこの歌を歌い、「クワックワックワックワァ〜」と鳴いて、ブラックデビルの正体を明らかにしてしまうというギャグがたびたびあった。なお、ひょうきん族最終回でも、この曲によって正体が露見している。

## 収録曲
- 全曲作詞：阿久悠／作曲：中村泰士／編曲：高田弘

1. わたしの青い鳥 (3分3秒)
2. 恋人になって!! (2分42秒)

## カバー
- 磯崎亜紀子（1989年、オムニバスアルバム『キューティーズ・イン・バリエーション』）
- D&D（1997年、阿久悠トリビュート・アルバム『VELFARRE J-POP NIGHT presents DANCE with YOU』）
- モーニング娘。（2008年、アルバム『COVER YOU』）